# Alessandro Pasqualini

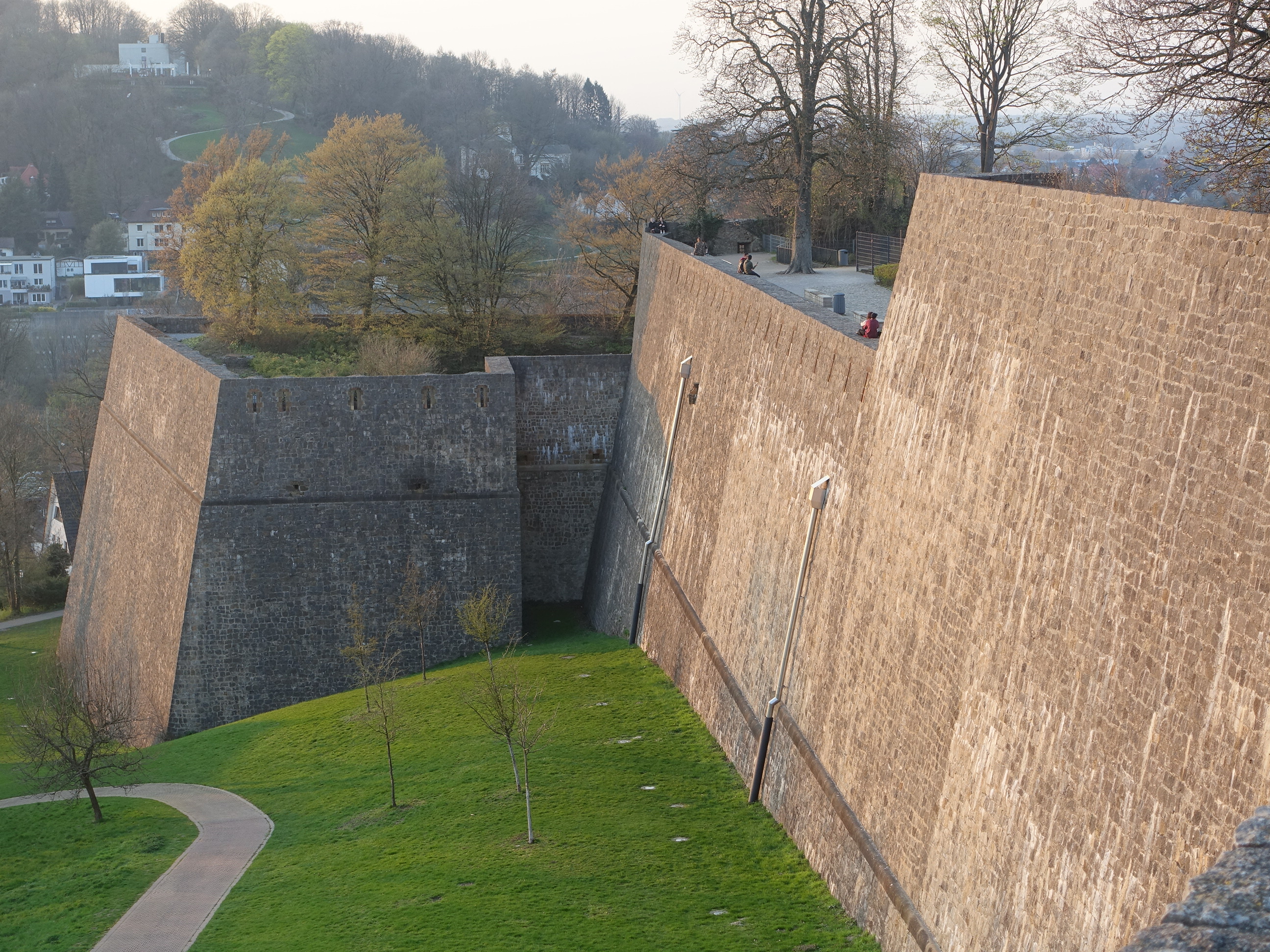
Pasqualinis Scherpentiner der Sparrenburg

Alessandro Pasqualini, auch Alexander von Pasqualini (* 5. Mai 1493 in Bologna; † vor September 1559 in Bielefeld), war ein italienischer Festungsbaumeister und Architekt in den Niederlanden und am Niederrhein.

## Leben
Pasqualini wurde in Bologna und Rom ausgebildet. Danach arbeitete er an verschiedenen Fürstenhöfen nördlich der Alpen. In den Niederlanden trat er in den Dienst der Familie Egmond, für die er den Kirchturm der St. Nicolaaskirche in IJsselstein entwarf und die Bauleitung für das Schloss Buren übernahm Seit den 1530er Jahren betätigte er sich besonders im Festungsbau, unter anderem für den Fürstbischof von Lüttich und Städte wie Amsterdam, Hertogenbosch und Middelburg.
Herzog Wilhelm V. von Jülich-Kleve-Berg berief ihn am 15. Juni 1549 zu sich ins Rheinland, damit dieser die durch die neuen Entwicklungen im Waffenwesen erforderlich gewordenen Befestigungen an dessen Burgen und Städten plante. Hier entstanden die wichtigsten Bauten Pasqualinis, zum Beispiel die Jülicher Zitadelle und das Jülicher Rathaus. Auch am Wiederauf- und Umbau des Düsseldorfer Schlosses, in dem sein neuer Auftraggeber residierte, war er beteiligt, etwa an der Schlosskapelle und dem heute nur noch erhaltenen Schlossturm. Sein Wirken ist gleichfalls in Benrath, Bensberg, Heinsberg und Kleve nachweisbar. Nach seinen Plänen als Fachmann für Festungsbauten wurde in Köln die Bottmühle errichtet.
Im Auftrag des Jülicher Amtmanns Johann von Palant widmet Pasqualini sich um 1555 wahrscheinlich den Umbauten der Nothberger Burg, u. a. Lustgang und Erker. Um 1556 leitete und plante er den Anbau des Scherpentiners, der westlichen Bastion der Sparrenburg in Bielefeld in der Grafschaft Ravensberg, deren Landesherr Herzog Wilhelm ebenfalls war. 
Alessandro Pasqualini wurde der Begründer einer Dynastie von Festungsbaumeistern. Seine Söhne Maximilian von Pasqualini (Architekt von Schloss Rheydt) und Johann von Pasqualini der Ältere wurden nobilitiert. Sie setzten die väterliche Arbeit in Jülich am Schloss, an der Festung und in der Stadtplanung fort. Johann von Pasqualini arbeitete darüber hinaus am neuitalienischen Ausbau der Festung Orsoy. Alessandros Enkel Johann von Pasqualini der Jüngere (Generalbaumeister in Jülich, Kleve, Berg) und Alexander (1567–1623; Baumeister im Herzogtum Kleve), beide Söhne Maximilians, waren ebenfalls als Festungsbauer (um 1600 auf der Festung Ehrenbreitstein, ehemaliger Rheinkran in Koblenz) tätig und sind insbesondere häufig als Gutachter für den Festungsbau erwähnt.
Pasqualini gehört zu den ersten modernen Architekten, die die Elemente der italienischen Renaissance und des Bastionsbaus nördlich der Alpen einführten.

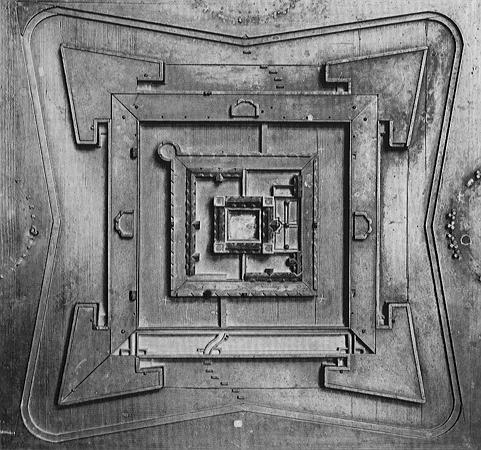
Urentwurf der Zitadelle Jülich
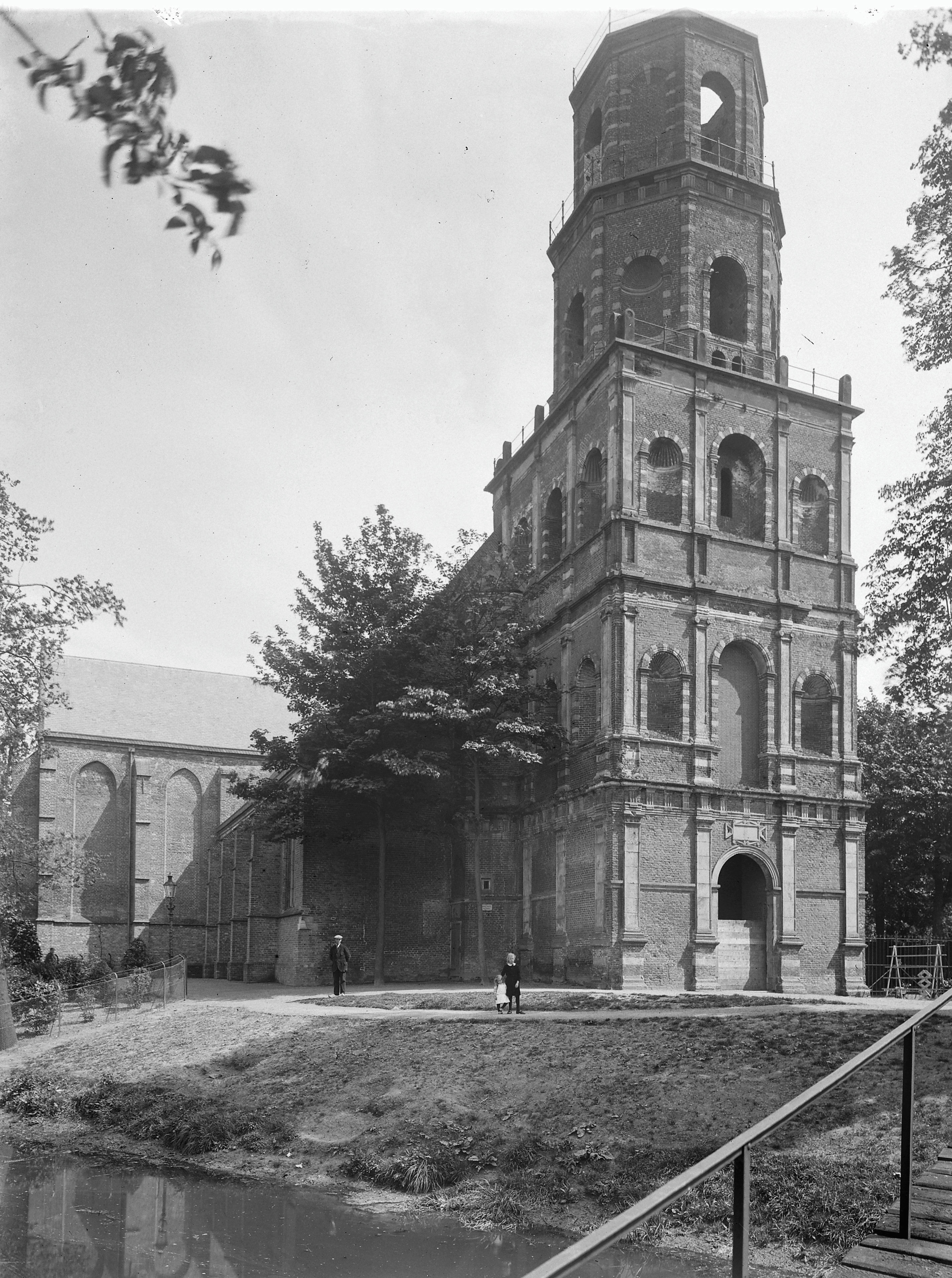
Kirchturm in IJsselstein